# Illinois State Route 121
Die Illinois State Route 121 (kurz IL 121) ist eine State Route im US-Bundesstaat Illinois, die in Nord-Süd-Richtung verläuft.
Die State Route beginnt an der Illinois State Route 130 in Greenup und endet nach 176 Kilometern in Lincoln an der Interstate 55 und an der Illinois State Route 10.

## Verlauf
Ab Greenup verläuft die State Route 121 zunächst in westlicher Richtung und trifft an der Ortsgrenze auf die Interstate 70. Ab der Montrose Road führt sie in nördliche Richtung. Gemeinsam mit dem U.S. Highway 45 kreuzt sie südlich von Mattoon die Interstate 57. Im Zentrum der Stadt trifft sie auf die State Route 16 und im Norden trennt sie sich wieder vom US 45. Die IL 121 verlässt Mattoon in nordwestlicher Richtung. In Sullivan nutzt sie für einige Kilometer die Trasse der Illinois State Route 32. In Dalton City zweigt die Illinois State Route 128 in südlicher Richtung ab.
Gemeinsam mit dem U.S. Highway 36 erreicht die IL 121 das Stadtgebiet von Decatur und überqueren den Lake Decatur. An der Kreuzung mit der State Route 105 trennt sie sich wieder vom US 36 und führt mit der Illinois State Route 48 gemeinsam auf der Pershing Road trifft dabei auf den U.S. Highway 51. Ab der Interstate 72 verlässt sie die Stadt in nordwestlicher Richtung. Im Osten von Mount Pulaski wird die IL 121 von der State Route 54 gekreuzt. Durch Lincoln verläuft sie gemeinsam mit der Illinois State Route 10 und endet westlich von Lincoln an der Interstate 55.